# Getto w Uniejowie
Getto w Uniejowie – getto żydowskie utworzone podczas II wojny światowej przez okupantów w Uniejowie.

## Historia
Około grudnia 1939 roku w Uniejowie utworzono Judenrat. W 1940 roku Żydów zmuszono do przeniesienia się na jedną ulicę w obrębie starego miasta, do czerwca 1941 roku było to getto otwarte. W czerwcu 1941 roku getto zostało zmniejszone, otoczono je także płotem. W czterech budynkach umieszczono 491 Żydów. W getcie panowały tragiczne warunki sanitarne, szerzyły się choroby oraz głód.
Zdrowi mężczyźni byli wysyłani z getta do obozów pracy w okolicach Poznania. Getto zostało zlikwidowane 10 października 1941 roku, a jego więźniowie zostali przetransportowani do getta wiejskiego w Czachulcu. Uniejowscy Żydzi trafili głównie do wsi Dzierzbotki, miejsca w budynkach starczyło tylko dla kilku rodzin, reszta Żydów musiała koczować na polach. Żydzi z Uniejowa zginęli w obozie zagłady w Chełmnie nad Nerem podczas likwidacji getta w Kowalach Pańskich. Według innych źródeł Żydzi z Uniejowa mieli w październiku 1940 roku trafić do getta w Turku.